# Стивън Вселенски: Бъдещето
„Стивън Вселенски: Бъдещето“ (на английски: Steven Universe Future) е американски анимационен сериал, създаден от Ребека Шугър за „Картун Нетуърк“. Той е епилог на оригиналния сериал „Стивън Вселенски“ (2013-2019) и анимационния филм „Стивън Вселенски: Филмът“ (2019). Премиерата е на 7 декември 2019 г. и приключва на 27 март 2020 г.

## Актьорски състав и герои

### Главни герои
- Зак Калисън – Стивън Вселенски
- Естел – Гранат
- Микейла Дийц – Аметист
- Диди Магно Хал – Перла
- Шелби Рабара – Перидот

### Поддържащи роли
- Том Шарплинг – Грег Вселенски
- Грейс Ролек – Кони Махешаран
- Шарлийн Ий – Рубин
- Ерика Лутрел – Сапфир
- Дженифър Паз – Лапис Лазули
- Мириам А. Хайман – Бисмут
- Кимбърли Брукс – Яспис
- Сара Стайлс – Спинел
- Кристин Еберсол – Бял диамант
- Пати ЛуПон – Жълт диамант
- Лиса Ханиган – Син диамант
- Мишел Марик – Ларимар
- Дий Брадли Бейкър – Лъвчо

### Гостуващи роли
- Узо Адуба – Бисмут
- Матю Мой – Ларс Барига
- Кейт Микучи – Сейди Милър
- Рейгън Гомез-Престън – Джени Пица
- Брайън Посен – Киселяк
- Мери Елизабет Макглин – Приянка
- Ламар Ейбрамс – Уай-Сикс, Джейми и Даниел
- Индия Мур – Шеп
- Джони Хоукс – Родриго
- Марийв Херингтън – Джазмин
- Тахани Андерсън – Патриша
- Иън Джоунс-Куарти – Сноуфлейк
- Наташа Лион – Опушен Кварц
- Джемейн Клемент – Кери Мунбийм
- Сюзън Егън – Роуз Кварц[2]

## В България
В България сериалът е достъпен от 3 декември 2021 г. в HBO GO, а през 2022 г. се премества в HBO Max.

### Нахсинхронен дублаж
| Роля    | Изпълнител           |
| ------- | -------------------- |
| Стивън  | Кристиян Върбановски |
| Гранат  | Надя Полякова        |
| Аметист | Михаела Тюлева       |
| Перла   | Татяна Етимова       |
| Грег    | Мартин Герасков      |
| Кони    | Надежда Панайотова   |

| Обработка              | Александра Аудио                  |
| ---------------------- | --------------------------------- |
| Изпълнителен продуцент | Васил Новаков                     |
| Режисьори на дублажа   | Василка Сугарева Анатолий Божинов |
| Преводач               | Силвия Вълкова                    |